# La Champenoise
La Champenoise település Franciaországban, Indre megyében. Lakosainak száma 305 fő (2022. január 1.). La Champenoise Brion, Coings, Liniez, Ménétréols-sous-Vatan, Montierchaume, Neuvy-Pailloux és Saint-Valentin községekkel határos.

## Népesség
A település népességének változása:
| Lakosok száma | 489  | 335  | 261  | 296  | 307  | 279  | 268  | 283  | 291  | 305  |
|               | 1968 | 1982 | 1990 | 2006 | 2013 | 2015 | 2017 | 2019 | 2020 | 2022 |